# John Layfield
John Charles Jayfield là một đô vật chuyên nghiệp người Mỹ. Hiện anh đang làm việc cho WWE và đồng thời anh là bình luận viên của WWE. Anh từng giành được rất nhiều danh hiệu dưới tên là JBL trong WWE như WWE Champion và các chức vô địch khác.